# Podział administracyjny Kościoła katolickiego w Wietnamie
Podział administracyjny Kościoła katolickiego w Wietnamie – w ramach Kościoła katolickiego w Wietnamie funkcjonują obecnie trzy metropolie, w których skład wchodzą trzy archidiecezje i dwadzieścia cztery diecezje.
Jednostki administracyjne Kościoła katolickiego obrządku łacińskiego w Wietnamie:

## Metropolia Hanoi
- Archidiecezja Hanoi
  - Diecezja Bắc Ninh
  - Diecezja Bùi Chu
  - Diecezja Hà Tĩnh
  - Diecezja Hải Phòng
  - Diecezja Hưng Hóa
  - Diecezja Lạng Sơn i Cao Bằng
  - Diecezja Phát Diệm
  - Diecezja Thái Bình
  - Diecezja Thanh Hóa
  - Diecezja Vinh

## Metropolia Huế
- Archidiecezja Huế
  - Diecezja Ban Mê Thuột
  - Diecezja Đà Nẵng
  - Diecezja Kon Tum
  - Diecezja Nha Trang
  - Diecezja Quy Nhơn

## Metropolia Ho Chi Minh
- Archidiecezja Ho Chi Minh
  - Diecezja Bà Rịa
  - Diecezja Cần Thơ
  - Diecezja Đà Lạt
  - Diecezja Long Xuyên
  - Diecezja Mỹ Tho
  - Diecezja Phan Thiết
  - Diecezja Phú Cường
  - Diecezja Vĩnh Long
  - Diecezja Xuân Lộc